# فاطمة هي فاطمة
 فاطمة هي فاطمة (بالفارسية: فاطمه، فاطمه است) هو كتاب للمفكر الإيراني علي شريعتي. في هذا الكتاب تم وصف فاطمة إبنه الرسول محمد كممثل أساسي لنساء المسلمين حول العالم وكممثل للمرآة التي تتمتع بالحرية. تمت كتابة هذا الكتاب في عصر ما قبل ثورة الإسلامية الإيرانية. في حين لم يكن هنالك أي مصادر معينة تمكن الشخص من معرفة من تكون فاطمة وهو كان يأكد للقارئين أنه يقدم لهم أكثر من وصف تحليلي لشخصيتها الذي يحتاج لنقد المفكر المتنور. بكتابة هذا الكتاب كان قد أكمل عمل الباحث الفرنسي البروفسور لويس ماسينيون.
وكان قد وصف فاطمة كبيان ورمز للطريقة وإتجاه مهم في «التفكير الأسلامي». وقد ذكر أنه حتى في العالم دائم التغيير الذي فيه تتغير رؤية الناس تجاه الحياة بشكل دائم. كممثل أساسي ويتم النظر لفاطمة من قبل النساء حول العالم.

## روابط خارجية
- Fatima is Fatima by Dr. Ali Shariati
- Another link, scroll to bottom